# Wilcox Trux
Wilcox Trux, vorher H. E. Wilcox Motor Car Company und H. E. Wilcox Motor Company, war ein US-amerikanischer Hersteller von Kraftfahrzeugen. Eine Quelle nennt außerdem die H. E. Wilcox Motor Truck Company.

## Unternehmensgeschichte
Maurice Wolfe und die Brüder John F. und H. E. Wilcox gründeten 1906 die H. E. Wilcox Motor Car Company. Der Sitz war in Minneapolis in Minnesota. 1907 begann die Produktion von Personenkraftwagen. Der Markenname lautete zunächst Wolfe. Im ersten Jahr entstanden 30 Fahrzeuge und im Folgejahr 153. 1909 waren es 117 und im darauf folgenden Jahr 189.
1909 änderte sich der Markenname auf Wilcox. 1910 kam die Produktion von Nutzfahrzeugen dazu. Das führte dazu, dass Ende 1910 die Pkw-Produktion eingestellt wurde.
Später erfolgte die Umfirmierung in H. E. Wilcox Motor Company und 1921 in Wilcox Trux.
1928 wurde das Unternehmen aufgelöst.

## Pkw
Die Pkw hatten Vierzylindermotoren. 1907 gab es den Wolfe als 24 HP. Das war ein Hinweis auf die Motorleistung von 24 PS. Das Fahrgestell hatte 274 cm. Der Aufbau war ein offener Tourenwagen mit fünf Sitzen.
Für 1908 besteht die einzige bekannte Änderung darin, dass die Sitzanzahl nicht mehr angegeben ist.
1909 folgte der 30 HP. Sein Motor leistete 30 PS. Der Radstand betrug 320 cm. Zur Wahl standen ein fünfsitziger Tourenwagen und ein viersitziger Roadster.
Als Wilcox gab es nur das Model 36. Der Motor war mit 30/40 PS angegeben, Der Radstand maß 292 cm. Überliefert sind ein Tourenwagen-Tonneau mit fünf Sitzen, ein Baby Tonneau mit ebenfalls fünf Sitzen und ein Roadster mit zwei Sitzen.
| Jahr      | Marke  | Modell   | Zylinder | Leistung (PS) | Radstand (cm) | Aufbau                                                                 |
| --------- | ------ | -------- | -------- | ------------- | ------------- | ---------------------------------------------------------------------- |
| 1907      | Wolfe  | 24 HP    | 4        | 24            | 274           | Tourenwagen 5-sitzig                                                   |
| 1908      | Wolfe  | 24 HP    | 4        | 24            | 274           | Tourenwagen                                                            |
| 1909      | Wolfe  | 30 HP    | 4        | 30            | 320           | Tourenwagen 5-sitzig, Roadster 4-sitzig                                |
| 1909–1910 | Wilcox | Model 36 | 4        | 30/40         | 292           | Tourenwagen-Tonneau 5-sitzig, Baby Tonneau 5-sitzig, Roadster 2-sitzig |

## Nutzfahrzeuge
Genannt sind Lastkraftwagen in Frontlenkerbauweise. Die Motoren kamen von Buda, der Continental Motors Company oder wurden selber hergestellt. Als Nutzlast sind 1 bis 5 Tonnen angegeben.
Ab 1925 kam verstärkt die Produktion von Omnibussen dazu.